# ويلي هنتر
ويلي هنتر (بالإنجليزية: William Hunter)‏ (14 فبراير 1940 بإدنبرة في المملكة المتحدة - ) هو مدرب كرة قدم ولاعب كرة قدم بريطاني في مركز مهاجم داخلي. شارك مع منتخب اسكتلندا لكرة القدم. أما مع النوادي، فقد لعب مع غلينتوران ونادي ماذرويل ونادي هيبرنيان ونادي هيلانك ونادي مدينة كيب تاون ‏ وديترويت كوجرز ورابطة كرة القدم الاسكتلندية الحادية عشر ‏.

## وصلات خارجية
- ويلي هنتر على موقع الاتحاد الإسكتلندي (الإنجليزية)
- ويلي هنتر على موقع قاعدة بيانات كرة القدم.إي يو (الإنجليزية)
- ويلي هنتر على موقع ناشيونال فوتبول تيمز (الإنجليزية)